# Doha Diamond League 2023
Doha Diamond League 2023 – mityng lekkoatletyczny, który odbył się 5 maja 2023 roku na stadionie Qatar SC Stadium w Dosze. Zawody były pierwszą odsłoną Diamentowej Ligi w sezonie 2023.

## Program mityngu
Źródło: diamondleague.com.
| Godzina | Konkurencja                   |
| ------- | ----------------------------- |
| 18:04   | Skok o tyczce                 |
| 19:04   | Bieg na 400 m                 |
| 19:17   | Bieg na 3000 m z przeszkodami |
| 19:48   | Bieg na 100 m przez płotki    |
| 20:12   | Bieg na 100 m                 |
| 20:50   | Bieg na 1500 m                |

| Godzina | Konkurencja                |
| ------- | -------------------------- |
| 18:15   | Rzut dyskiem               |
| 18:32   | Trójskok                   |
| 18:40   | Bieg na 400 m              |
| 19:20   | Skok wzwyż                 |
| 19:34   | Bieg na 400 m przez płotki |
| 19:44   | Rzut oszczepem             |
| 20:00   | Bieg na 800 m              |
| 20:23   | Bieg na 3000 m             |
| 20:41   | Bieg na 200 m              |

## Wyniki
Źródło: diamondleague.com.

### Kobiety
Bieg na 100 m
Konkurencja zaliczana do klasyfikacji Diamentowej Ligi.
| Pozycja | Tor | Zawodniczka          | Państwo           | Czas         | Punkty | Uwagi   |
| ------- | --- | -------------------- | ----------------- | ------------ | ------ | ------- |
| 01 !    | 6   | Sha’Carri Richardson | Stany Zjednoczone | 10,76        | 8      | WL · MR |
| 02 !    | 5   | Shericka Jackson     | Jamajka           | 10,85        | 7      |         |
| 03 !    | 4   | Dina Asher-Smith     | Wielka Brytania   | 10,98        | 6      | SB      |
| 4.      | 3   | Twanisha Terry       | Stany Zjednoczone | 11,07        | 5      |         |
| 5.      | 7   | Zoe Hobbs            | Nowa Zelandia     | 11,08        | 4      |         |
| 6.      | 1   | Teahna Daniels       | Stany Zjednoczone | 11,18 (,182) | 3      | SB      |
| 7.      | 2   | Melissa Jefferson    | Stany Zjednoczone | 11,19 (,188) | 2      |         |
| 8.      | 8   | Abby Steiner         | Stany Zjednoczone | 11,19        | 1      | =       |

Bieg na 400 m
Konkurencja zaliczana do klasyfikacji Diamentowej Ligi.
| Pozycja | Tor | Zawodniczka             | Państwo           | Czas  | Punkty | Uwagi |
| ------- | --- | ----------------------- | ----------------- | ----- | ------ | ----- |
| 01 !    | 5   | Marileidy Paulino       | Dominikana        | 50,51 | 8      |       |
| 02 !    | 6   | Shamier Little          | Stany Zjednoczone | 50,84 | 7      |       |
| 03 !    | 8   | Natalia Kaczmarek       | Polska            | 51,64 | 6      | SB    |
| 4.      | 4   | Sada Williams           | Barbados          | 52,05 | 5      |       |
| 5.      | 7   | Candice McLeod          | Jamajka           | 52,43 | 4      |       |
| 6.      | 3   | Stephenie Ann McPherson | Jamajka           | 52,93 | 3      |       |
| 7.      | 2   | Justyna Święty-Ersetic  | Polska            | 53,08 | 2      | SB    |
| 8.      | 1   | Kyra Jefferson          | Stany Zjednoczone | 54,00 | 1      |       |

Bieg na 1500 m
Konkurencja zaliczana do klasyfikacji Diamentowej Ligi.
| Pozycja | Zawodniczka             | Państwo           | Czas    | Punkty | Uwagi |
| ------- | ----------------------- | ----------------- | ------- | ------ | ----- |
| 1.      | Faith Kipyegon          | Kenia             | 3:58,57 | 8      | WL    |
| 2.      | Diribe Welteji          | Etiopia           | 3:59,34 | 7      | SB    |
| 3.      | Freweyni Hailu          | Etiopia           | 4:00,29 | 6      | SB    |
| 4.      | Jessica Hull            | Australia         | 4:00,90 | 5      | SB    |
| 5.      | Abbey Caldwell          | Australia         | 4:01,15 | 4      | PB    |
| 6.      | Birke Haylom            | Etiopia           | 4:01,86 | 3      | PB    |
| 7.      | Hirut Meshesha          | Etiopia           | 4:02,25 | 2      | SB    |
| 8.      | Axumawit Embaye         | Etiopia           | 4:03,40 | 1      | SB    |
| 9.      | Konstanze Klosterhalfen | Niemcy            | 4:05,63 | 0      | SB    |
| 10.     | Cory Ann McGee          | Stany Zjednoczone | 4:06,03 | 0      | SB    |
| 11.     | Lemlem Hailu            | Etiopia           | 4:08,38 | 0      | SB    |
| 12.     | Georgia Griffith        | Australia         | 4:15,49 | 0      |       |
| 13.     | Angelika Cichocka       | Polska            | 4:17,75 | 0      | SB    |
| 14.     | Winny Chebet            | Kenia             | 4:24,21 | 0      | SB    |
| 15 !    | Sarah Billings          | Australia         | DNF     | 0      | zając |

Bieg na 100 m przez płotki
Konkurencja zaliczana do klasyfikacji Diamentowej Ligi.
| Pozycja | Tor | Zawodniczka           | Państwo           | Czas  | Punkty | Uwagi |
| ------- | --- | --------------------- | ----------------- | ----- | ------ | ----- |
| 1.      | 4   | Jasmine Camacho-Quinn | Portoryko         | 12,48 | 8      | SB    |
| 2.      | 5   | Alaysha Johnson       | Stany Zjednoczone | 12,66 | 7      | SB    |
| 3.      | 3   | Nia Ali               | Stany Zjednoczone | 12,69 | 6      |       |
| 4.      | 8   | Megan Tapper          | Jamajka           | 12,76 | 5      | SB    |
| 5.      | 2   | Tonea Marshall        | Stany Zjednoczone | 12,79 | 4      |       |
| 6.      | 6   | Reetta Hurske         | Finlandia         | 12,92 | 3      | SB    |
| 7.      | 1   | Michelle Jenneke      | Australia         | 13,00 | 2      |       |
| 8.      | 7   | Sarah Lavin           | Irlandia          | 13,08 | 1      | SB    |

Bieg na 3000 m z przeszkodami
Konkurencja zaliczana do klasyfikacji Diamentowej Ligi.
| Pozycja | Zawodniczka           | Państwo           | Czas    | Punkty | Uwagi |
| ------- | --------------------- | ----------------- | ------- | ------ | ----- |
| 1.      | Winfried Yavi         | Brunei            | 9:04,38 | 8      | WL    |
| 2.      | Sembo Almayew         | Etiopia           | 9:05,83 | 7      | NU20R |
| 3.      | Faith Cherotich       | Kenia             | 9:06,43 | 6      | SB    |
| 4.      | Beatrice Chepkoech    | Kenia             | 9:06,90 | 5      | SB    |
| 5.      | Maruša Mišmaš-Zrimšek | Słowenia          | 9:13,61 | 4      | NR    |
| 6.      | Zerfe Wondemagegn     | Etiopia           | 9:13,80 | 3      | SB    |
| 7.      | Jackline Chepkoech    | Kenia             | 9:17,15 | 2      | SB    |
| 8.      | Mekides Abebe         | Etiopia           | 9:18,96 | 1      | SB    |
| 9.      | Marwa Bouzayani       | Tunezja           | 9:25,37 | 0      | SB    |
| 10.     | Emma Coburn           | Stany Zjednoczone | 9:29,41 | 0      | SB    |
| 11.     | Peruth Chemutai       | Uganda            | 9:31,71 | 0      | SB    |
| 12 !    | Doris Lengole Cherop  | Kenia             | DNF     | 0      | zając |
| 13 !    | Valerie Constein      | Stany Zjednoczone | DNF     | 0      |       |

Skok o tyczce
Konkurencja zaliczana do klasyfikacji Diamentowej Ligi.
| Pozycja | Zawodniczka        | Państwo           | 4,30 | 4,45 | 4,55 | 4,63 | 4,71 | 4,76 | 4,81 | 4,86 | Wynik | Punkty | Uwagi |
| ------- | ------------------ | ----------------- | ---- | ---- | ---- | ---- | ---- | ---- | ---- | ---- | ----- | ------ | ----- |
| 1.      | Katie Moon         | Stany Zjednoczone | –    | o    | o    | xo   | o    | o    | xo   | r    | 4,81  | 8      | WL    |
| 2.      | Tina Šutej         | Słowenia          | –    | xo   | xo   | o    | xxo  | xo   | xxx  |      | 4,76  | 7      | =     |
| 3.      | Sandi Morris       | Stany Zjednoczone | –    | o    | o    | o    | o    | x-   | xxx  |      | 4,71  | 6      | SB    |
| 4.      | Roberta Bruni      | Włochy            | xo   | o    | o    | xxx  |      |      |      |      | 4,55  | 5      | SB    |
| 4.      | Katerina Stefanidi | Grecja            | xo   | o    | o    | xxx  |      |      |      |      | 4,55  | 5      | SB    |
| 6.      | Bridget Williams   | Stany Zjednoczone | xo   | xo   | xxo  | xxx  |      |      |      |      | 4,55  | 3      | SB    |
| 7.      | Nina Kennedy       | Australia         | –    | o    | xxx  |      |      |      |      |      | 4,45  | 2      | SB    |
| 8.      | Alysha Newman      | Kanada            | –    | xo   | xxx  |      |      |      |      |      | 4,45  | 1      | SB    |
| 9.      | Wilma Murto        | Finlandia         | xo   | xxx  |      |      |      |      |      |      | 4,30  | 0      | SB    |
| 10 !    | Holly Bradshaw     | Wielka Brytania   |      |      |      |      |      |      |      |      | DNS   | 0      |       |

### Mężczyźni
Bieg na 200 m
Konkurencja zaliczana do klasyfikacji Diamentowej Ligi.
| Pozycja | Tor | Zawodnik          | Państwo           | Czas         | Punkty | Uwagi |
| ------- | --- | ----------------- | ----------------- | ------------ | ------ | ----- |
| 01 !    | 7   | Fred Kerley       | Stany Zjednoczone | 19,92        | 8      | SB    |
| 02 !    | 6   | Kenneth Bednarek  | Stany Zjednoczone | 20,11        | 7      | SB    |
| 03 !    | 4   | Aaron Brown       | Kanada            | 20,20        | 6      |       |
| 4.      | 1   | Kyree King        | Stany Zjednoczone | 20,29 (,286) | 5      | SB    |
| 5.      | 2   | Joseph Fahnbulleh | Liberia           | 20,29 (,287) | 4      |       |
| 6.      | 8   | Andre De Grasse   | Kanada            | 20,35        | 3      | SB    |
| 7.      | 3   | Alexander Ogando  | Dominikana        | 20,62        | 2      |       |
| 8.      | 5   | Michael Norman    | Stany Zjednoczone | 20,65        | 1      | SB    |

Bieg na 400 m
Konkurencja niezaliczana do klasyfikacji Diamentowej Ligi.
| Pozycja | Tor | Zawodnik                     | Państwo    | Czas  | Uwagi |
| ------- | --- | ---------------------------- | ---------- | ----- | ----- |
| 01 !    | 4   | Ashraf Hussen Osman          | Katar      | 47,30 | SB    |
| 02 !    | 7   | Hussein Ibrahim Issaka       | Katar      | 48,17 | SB    |
| 03 !    | 3   | Youssouf Abdel               | Katar      | 48,39 |       |
| 4.      | 2   | Ali Maizen                   | Katar      | 48,57 | SB    |
| 5.      | 8   | Amar Ebed Ebed               | Katar      | 49,09 | SB    |
| 6.      | 6   | Mubarak Abdulkarim Musa      | Nigeria    | 50,20 | SB    |
| 7.      | 1   | Daoud Ismail Ibrahmin Armadi | Sudan      | 50,50 | SB    |
| 08 !    | 5   | Michaił Litwin               | Kazachstan | DNF   |       |

Bieg na 800 m
Konkurencja zaliczana do klasyfikacji Diamentowej Ligi.
| Pozycja | Tor | Zawodnik                 | Państwo           | Czas    | Punkty | Uwagi |
| ------- | --- | ------------------------ | ----------------- | ------- | ------ | ----- |
| 01 !    | 5   | Slimane Moula            | Algieria          | 1:46,06 | 8      | SB    |
| 02 !    | 6   | Wycliffe Kinyamal        | Kenia             | 1:46,61 | 7      |       |
| 03 !    | 4   | Djamel Sejati            | Algieria          | 1:46,97 | 6      | SB    |
| 4.      | 2   | Clayton Murphy           | Stany Zjednoczone | 1:47,96 | 5      | SB    |
| 5.      | 3   | Moad Zahafi              | Maroko            | 1:48,17 | 4      | SB    |
| 6.      | 8   | Andreas Kramer           | Szwecja           | 1:48,18 | 3      | SB    |
| 7.      | 6   | Mark English             | Irlandia          | 1:48,56 | 2      | SB    |
| 8.      | 1   | Musaeb Abdulrahman Balla | Katar             | 1:48,88 | 1      | SB    |
| 9.      | 7   | Abdirahman Saeed Hassan  | Katar             | 1:49,03 | 0      | SB    |
| 10.     | 3   | Noah Kibet               | Kenia             | 1:49,95 | 0      | SB    |
| 11 !    | 8   | Erik Sowinski            | Stany Zjednoczone | DNF     | 0      | zając |

Bieg na 3000 m
Konkurencja zaliczana do klasyfikacji Diamentowej Ligi.
| Pozycja | Zawodnik              | Państwo   | Czas    | Punkty | Uwagi   |
| ------- | --------------------- | --------- | ------- | ------ | ------- |
| 01 !    | Lamecha Girma         | Etiopia   | 7:26,18 | 8      | WL · MR |
| 02 !    | Selemon Barega        | Etiopia   | 7:27,16 | 7      | PB      |
| 03 !    | Berihu Aregawi        | Etiopia   | 7:27,61 | 6      | SB      |
| 4.      | Soufiane El Bakkali   | Maroko    | 7:33,87 | 5      | PB      |
| 5.      | Timothy Cheruiyot     | Kenia     | 7:36,72 | 4      | PB      |
| 6.      | Getnet Wale           | Etiopia   | 7:36,81 | 3      | PB      |
| 7.      | Andreas Almgren       | Szwecja   | 7:37,05 | 2      | NR      |
| 8.      | Mohamed Amin Jhinaoui | Tunezja   | 7:37,56 | 1      | NR      |
| 9.      | Ishmael Kipkurui      | Kenia     | 7:39,84 | 0      | PB      |
| 10.     | Telahun Haile Bekele  | Etiopia   | 7:40,29 | 0      | SB      |
| 11.     | Adel Mechaal          | Hiszpania | 7:41,42 | 0      | SB      |
| 12.     | Matthew Ramsden       | Australia | 7:47,71 | 0      | SB      |
| 13 !    | Callum Davies         | Australia | DNF     | 0      | zając   |
| 14 !    | Stewart McSweyn       | Australia | DNF     | 0      |         |
| 15 !    | Kyumbe Munguti        | Kenia     | DNF     | 0      | zając   |
| 16 !    | Adam Ali Musab        | Katar     | DNF     | 0      |         |

Bieg na 400 m przez płotki
Konkurencja zaliczana do klasyfikacji Diamentowej Ligi.
| Pozycja | Tor | Zawodnik          | Państwo           | Czas  | Punkty | Uwagi |
| ------- | --- | ----------------- | ----------------- | ----- | ------ | ----- |
| 01 !    | 6   | Rai Benjamin      | Stany Zjednoczone | 47,78 | 8      |       |
| 02 !    | 3   | CJ Allen          | Stany Zjednoczone | 47,93 | 7      | PB    |
| 03 !    | 5   | Wilfried Happio   | Francja           | 49,12 | 6      | SB    |
| 4.      | 4   | Khalifah Rossier  | Stany Zjednoczone | 49,25 | 5      | SB    |
| 5.      | 7   | Trevor Bassitt    | Stany Zjednoczone | 49,52 | 4      |       |
| 6.      | 1   | Sokwakhana Zazini | Południowa Afryka | 49,74 | 3      |       |
| 7.      | 8   | Thomas Barr       | Irlandia          | 49,88 | 2      |       |
| 8.      | 2   | İsmail Nezir      | Turcja            | 51,40 | 1      | SB    |

Skok wzwyż
Konkurencja zaliczana do klasyfikacji Diamentowej Ligi.
| Pozycja | Zawodnik           | Państwo           | 2,15 | 2,18 | 2,21 | 2,24 | 2,27 | 2,30 | 2,32 | 2,35 | Wynik | Punkty | Uwagi |
| ------- | ------------------ | ----------------- | ---- | ---- | ---- | ---- | ---- | ---- | ---- | ---- | ----- | ------ | ----- |
| 1.      | JuVaughn Harrison  | Stany Zjednoczone | o    | o    | o    | o    | o    | o    | o    | xr   | 2,32  | 8      |       |
| 2.      | Woo Sang-hyeok     | Korea Południowa  | –    | o    | o    | o    | xxo  | –    | xxx  |      | 2,27  | 7      | SB    |
| 3.      | Mutazz Isa Barszim | Katar             | –    | o    | xxo  | xo   | xxx  |      |      |      | 2,24  | 6      | SB    |
| 4.      | Norbert Kobielski  | Polska            | o    | o    | xxx  |      |      |      |      |      | 2,18  | 5      | SB    |
| 5.      | Shelby McEwen      | Stany Zjednoczone | xxo  | o    | xxx  |      |      |      |      |      | 2,18  | 4      |       |
| 6.      | Edgar Rivera       | Meksyk            | o    | xo   | xxx  |      |      |      |      |      | 2,18  | 3      |       |
| 7.      | Thomas Carmoy      | Belgia            | o    | xxx  |      |      |      |      |      |      | 2,15  | 2      | SB    |
| 08 !    | Django Lovett      | Kanada            | xxx  |      |      |      |      |      |      |      | NM    | 0      |       |
| 09 !    | Tomohiro Shinno    | Japonia           | xxx  |      |      |      |      |      |      |      | NM    | 0      |       |

Trójskok
Konkurencja zaliczana do klasyfikacji Diamentowej Ligi.

| Pozycja | Zawodnik            | Państwo           | #1     | #2     | #3     | #4     | #5     | #6    | Wynik  | Punkty | Uwagi |
| ------- | ------------------- | ----------------- | ------ | ------ | ------ | ------ | ------ | ----- | ------ | ------ | ----- |
| 1.      | Pedro Pichardo      | Portugalia        | 17,65  | 17,91w | x      | –      | –      | 16,04 | 17,91w | 8      |       |
| 2.      | Fabrice Zango       | Burkina Faso      | 16,81  | 17,26w | 17,78  | x      | 17,07w | 17,81 | 17,81  | 7      | WL    |
| 3.      | Andy Díaz           | Kuba              | 17,08w | 17,80w | x      | –      | –      | x     | 17,80w | 6      |       |
| 4.      | Lázaro Martínez     | Kuba              | x      | 17,71w | 16,38w | x      | x      | NQ    | 17,71w | 5      |       |
| 5.      | Zhu Yaming          | Chiny             | 16,95  | 13,90w | 16,86  | 16,77  | 16,63  | NQ    | 16,95  | 4      | SB    |
| 6.      | Jah-Nhai Perinchief | Bermudy           | 16,44  | 16,86w | 16,61  | 16,58  | 16,73  | NQ    | 16,86w | 3      |       |
| 7.      | Emmanuel Ihemeje    | Włochy            | x      | 16,85  | x      | x      | x      | NQ    | 16,85  | 2      |       |
| 8.      | Donald Scott        | Stany Zjednoczone | 16,81w | 16,59w | x      | 16,23w | 16,66w | NQ    | 16,81w | 1      |       |
| 9.      | Christian Taylor    | Stany Zjednoczone | 16,27  | 16,53w | x      | NQ     | NQ     | NQ    | 16,53w | 0      |       |
| 10.     | Eldhose Paul        | Indie             | 15,84w | 13,65w | 14,70w | NQ     | NQ     | NQ    | 15,84w | 0      |       |

Rzut dyskiem
Konkurencja zaliczana do klasyfikacji Diamentowej Ligi.

| Pozycja | Zawodnik                 | Państwo           | #1    | #2    | #3    | #4    | #5    | #6    | Wynik | Punkty | Uwagi |
| ------- | ------------------------ | ----------------- | ----- | ----- | ----- | ----- | ----- | ----- | ----- | ------ | ----- |
| 1.      | Kristjan Čeh             | Słowenia          | 70,89 | x     | 68,95 | 68,46 | 70,70 | x     | 70,89 | 8      | SB    |
| 2.      | Daniel Ståhl             | Szwecja           | 64,31 | x     | 67,14 | 64,32 | 63,97 | 65,85 | 67,14 | 7      | SB    |
| 3.      | Sam Mattis               | Stany Zjednoczone | 62,33 | 64,29 | 63,80 | x     | 64,69 | 63,28 | 64,69 | 6      |       |
| 4.      | Matt Denny               | Stany Zjednoczone | 56,40 | 63,58 | 64,42 | 61,89 | 62,47 | NQ    | 64,42 | 5      | SB    |
| 5.      | Lawrence Okoye           | Wielka Brytania   | 64,31 | x     | x     | x     | x     | NQ    | 64,31 | 4      |       |
| 6.      | Simon Pettersson         | Szwecja           | 63,56 | 61,46 | 64,30 | x     | x     | NQ    | 64,30 | 3      | SB    |
| 7.      | Alin Alexandru Firfirică | Rumunia           | 62,98 | 61,88 | 62,20 | 61,02 | 61,22 | NQ    | 62,98 | 2      |       |
| 8.      | Mouad Mohamed Ibrahim    | Katar             | 58,43 | x     | 61,92 | 58,04 | 59,99 | NQ    | 61,92 | 1      |       |
| 9.      | Nicholas Percy           | Wielka Brytania   | 58,49 | 58,09 | x     | NQ    | NQ    | NQ    | 58,49 | 0      |       |
| 10.     | Essa Mohammed Al-Zankawi | Kuwejt            | 56,41 | 56,80 | x     | NQ    | NQ    | NQ    | 56,80 | 0      |       |

Rzut oszczepem
Konkurencja zaliczana do klasyfikacji Diamentowej Ligi.

| Pozycja | Zawodnik        | Państwo           | #1    | #2    | #3    | #4    | #5    | #6    | Wynik | Punkty | Uwagi |
| ------- | --------------- | ----------------- | ----- | ----- | ----- | ----- | ----- | ----- | ----- | ------ | ----- |
| 1.      | Neeraj Chopra   | Indie             | 88,67 | 86,04 | 85,47 | x     | 84,37 | 86,52 | 88,67 | 8      | WL    |
| 2.      | Jakub Vadlejch  | Czechy            | 85,51 | 88,63 | 86,64 | x     | 88,47 | 84,76 | 88,63 | 7      | SB    |
| 3.      | Anderson Peters | Grenada           | 85,88 | 83,68 | 83,69 | x     | 82,22 | 81,83 | 85,88 | 6      | SB    |
| 4.      | Julian Weber    | Niemcy            | x     | 82,62 | x     | 78,57 | 79,52 | NQ    | 82,62 | 5      | SB    |
| 5.      | Andrian Mardare | Mołdawia          | 81,67 | 76,97 | x     | x     | x     | NQ    | 81,67 | 4      | SB    |
| 6.      | Keshorn Walcott | Trynidad i Tobago | 79,31 | 80,74 | 81,27 | 74,34 | –     | NQ    | 81,27 | 3      | SB    |
| 7.      | Genki Dean      | Japonia           | 78,25 | 79,44 | x     | 74,08 | 78,85 | NQ    | 79,44 | 2      |       |
| 8.      | Curtis Thompson | Stany Zjednoczone | 74,13 | x     | 71,32 | 71,71 | –     | NQ    | 74,13 | 1      |       |
| 09 !    | Oliver Helander | Finlandia         | x     | x     | x     | NQ    | NQ    | NQ    | NM    | 0      |       |
| 10 !    | Julius Yego     | Kenia             | x     | x     | x     | NQ    | NQ    | NQ    | NM    | 0      |       |